# 8 bit
8 bit, in informatica, indica che in una data architettura il formato standard di una variabile semplice (intero, puntatore, handle ecc.) è di 8 bit di lunghezza. Generalmente questo riflette la dimensione dei registri interni della CPU usata per quell'architettura.
Il termine "8 bit" può essere usato per descrivere la dimensione di:
- Una unità di dati
- I registri interni di una CPU o della ALU che deve funzionare usando quei registri
- Indirizzi di memoria
- Dati trasferiti per ogni lettura o scrittura alla memoria centrale.

Si definiscono comunemente a 8 bit anche i computer, commercializzati in passato, in cui il microprocessore installato è a 8 bit, e per lo stesso motivo anche le console di seconda e terza generazione.

## Storia
La Intel iniziò a produrre microprocessori commerciali a 4 bit nel 1970 (l'ormai famoso primo modello si chiamava Intel 4004 ed era quasi un esperimento).
Con il progredire delle tecnologie costruttive e vista l'incapacità di soddisfare le esigenze medie richieste dai possessori di Personal Computer giunse ben presto il momento in cui la Intel constatò che un processore a 4 bit non era sufficiente ad eseguire i vari programmi commerciali in tempi ragionevoli. La Intel iniziò a produrre processori 8 bit, e tutti i maggiori concorrenti della Intel si lanciarono sul mercato proponendo direttamente processori a 8 bit.
Ciò, combinato con le limitate potenzialità e le restrizioni di memoria di processori a 4 bit, indicò la fine di molti programmi commerciali a 4 bit.

## Processori 8 bit
I processori vengono classificati in base al numero di bit che possono spostare in una sola operazione. Un processore a 8 bit può operare con 8 bit in una sola operazione. Un processore a 16 bit può lavorare con 16 bit a operazione. 8 bit possono codificare 256 possibili valori.

### Processori 8 bit Intel
- Intel 8008
- Intel 8051
- Intel 8080
- Intel 8085
- Intel 8088 (NOTA: Questo processore ha un'architettura esterna a 8 bit, ma quella interna è a 16 bit)
- Intel 80188 (NOTA: Questo processore ha un'architettura esterna a 8 bit, ma quella interna è a 16 bit)

#### Concorrenti della Intel per le CPU 8 bit
- Zilog Z80
- Zilog Z800

### Processori Motorola a 8 bit
- Motorola 6800

#### Concorrenti con architetture simili ai Motorola 8 bit
- MOS 6501
- MOS 6502
- MOS 6510

## Computer a 8 bit
I computer con processore a 8 bit furono molto comuni soprattutto negli anni '80, quando ci fu la grande diffusione degli home computer. Il Commodore 64 (basato sul MOS 6510), il singolo modello di computer più venduto della storia, raggiunse i 13 milioni di esemplari solo in quel decennio. Vennero gradualmente soppiantati dai più potenti computer a 16 bit, ma nonostante questi esistessero già da diversi anni, gli 8 bit continuarono a essere venduti come prodotti di fascia bassa anche nei primi anni '90. Di seguito le tappe più rilevanti nella storia dei personal computer a 8 bit:
- 1975 - esce il MITS Altair 8800, primo microcomputer completo per uso personale, basato sull'Intel 8080 e venduto in versione assemblata o da montare.
- 1977 - escono Apple II, TRS-80 e Commodore PET, in seguito soprannominati la "trinità". Sta iniziando l'era degli home computer, sebbene il primo anno l'Apple II vendette solo 600 unità.
- 1979 - nasce la famiglia Atari 8-bit, con i modelli 400 e 800.
- 1980 - nel Regno Unito esce il Sinclair ZX80, il primo computer preassemblato con un prezzo inferiore a 100 sterline. La Acorn lancia l'Acorn Atom.
- 1981 - ZX80 e Atom sono rimpiazzati rispettivamente da Sinclair ZX81 e BBC Micro, mentre la Commodore lancia il VIC-20, pubblicizzato come un computer per le famiglie.
- 1982 - escono Commodore 64 e ZX Spectrum, destinati a diventare due grandi successi a 8 bit.
- 1983 - viene annunciato lo standard MSX. Il Commodore 64 arriva a 2 milioni di vendite annuali e lo Spectrum diventa il primo computer a colori disponibile nel Regno Unito per meno di 100 sterline.
- 1984 - esce l'Amstrad CPC. Dopo una partenza lenta, l'Apple II arriva a un milione di vendite annuali.
- 1985 - esce il Commodore 128 e inizia la linea Amstrad PCW.
- 1986 - la Amstrad acquisisce la Sinclair, ma continua a produrre anche il Sinclair Spectrum per la fascia bassa del mercato.
- 1989 - il Commodore 128 esce di produzione dopo 4,5 milioni di unità vendute, mentre il Commodore 64 gli sopravvive ancora con successo. MGT lancia il SAM Coupé, un tentativo fallimentare di creare un nuovo computer a 8 bit quando questa tecnologia stava ormai uscendo di scena.
- 1990 - la MGT fallisce per la scarsa riuscita del SAM Coupé. L'Amstrad lancia senza successo la linea Plus del CPC.
- 1992 - cessa la produzione di Atari 8-bit e Spectrum.
- 1993 - cessa la produzione di Apple II e BBC Master. Si continua a produrre il Commodore 64, sebbene a un minimo storico di vendite annuali, di 175 000 unità.
- 1994 - la Commodore va in bancarotta e cessa anche la produzione del Commodore 64.

Con questo termina la storia più notevole degli 8 bit, ma la produzione della linea Amstrad PCW, ancora basata sullo Zilog Z80, continuò fino al 1998.
Quanto sopra si riferisce all'Occidente, mentre in Giappone, altro polo mondiale dell'elettronica, lo scenario era molto differente. Ad esempio il Commodore 64, che spopolò in Europa e America, fu prodotto anche in versione giapponese, oltre al modello depotenziato MAX Machine, ma fu decisamente un insuccesso.
Il mercato giapponese apparteneva ai computer prodotti in Giappone. Si iniziò a metà anni '70 con microcomputer basati sull'Intel 8080 o compatibili: la serie SMP 80/X della Sord (1974) e il TK-80 della NEC (1976). Seguirono similmente Toshiba, Hitachi, Fujitsu, Sharp, Seikosha. A fine anni '70 uscirono Hitachi Basic Master MB-6880, NEC PC-8000 e Sharp MZ, che vennero soprannominati i primi "grandi tre" della generazione 8 bit.
Nel 1981-1982 fu lanciata un'altra "trinità" di successi che infine dominarono il mercato a 8 bit: NEC PC-8801, Sharp X1 e Fujitsu FM-7, in particolare il PC-8801 divenne il più diffuso. Nel 1983 fu lanciato lo standard MSX, l'unico che permetteva macchine compatibili, e le altre aziende giapponesi si dedicarono perlopiù a produrre computer di questo standard, che nel complesso si assestò al quarto posto in patria. Ci furono anche altri modelli di minor successo come Sord M5, Tomy Pyūta e Casio PV-2000.
Le macchine occidentali rimasero sostanzialmente escluse dal Giappone, principalmente a causa della forte dominanza delle aziende locali e a causa della difficoltà di adattamento della lingua giapponese sui computer dell'epoca. Viceversa aziende giapponesi, come NEC e Sharp, tentarono di commercializzare proprie macchine in Occidente, ma le vendite furono scarse; solo l'MSX riuscì ad affermarsi in Europa e Sudamerica.
Anche in Giappone, alla fine degli anni '80 gli 8 bit cedettero il passo alle macchine a 16 bit, anch'esse sempre di modelli giapponesi.